# Южный Парк (26-й сезон)
Двадцать шестой сезон американского анимационного телесериала «Южный Парк» стартовал 8 февраля 2023 года. Премьера сериала проходила на Comedy Central, а на следующий день серия становилась доступной на HBO Max. Сезон завершился 29 марта, всего вышло 6 эпизодов.
В этом сезоне «Южный Парк» превзошёл «Артура» и стал вторым по продолжительности мультсериалом в США по количеству сезонов после «Симпсонов».

## Актёрский состав
- Трей Паркер — Стэн Марш / Эрик Картман
- Мэтт Стоун — Кайл Брофловски / Кенни Маккормик

## Эпизоды
| № общий | № в сезоне | Название                                                          | Режиссёр    | Автор сценария        | Дата премьеры   | Произв. код | Зрители США (млн) |
| --- | ---------- | ----------------------------------------------------------------- | ----------- | --------------------- | --------------- | ----------- | ----------------- |
| 320 | 1          | «Купидон Йе» «Cupid Ye»                                           | Мэтт Стоун  | Мэтт Стоун            | 8 февраля 2023  | 2601        | 0.48              |
| Кайл сдружился с Толкеном на почве записи видео для TikTok, из-за чего Стэн начинает чувствовать себя одиноким. Эрик хочет помочь Стэну и решает разрушить новую дружбу Кайла. Он распространяет сплетни, что Кайл контролирует Голливуд, так как всем известно, что Голливуд контролируют евреи. Купидон Картмана вместо любви начинает распространять идеи антисемитизма. |            |                                                                   |             |                       |                 |             |                   |
| 321 | 2          | «Мировой тур в защиту частной жизни» «The Worldwide Privacy Tour» | Трей Паркер | Трей Паркер           | 15 февраля 2023 | 2602        | 0.56              |
| Принц Канады и его жена устраивают мировой тур в поддержку их права на частную жизнь. В конце концов, они оседают в небольшом провинциальном городке Южный Парк, чтобы вести жизнь обычных людей. Такое соседство не нравится Кайлу, так как королевская семья слишком шумная. Из-за младшего брата Кайл не может получить доступ к компьютеру, из-за чего отстаёт по уровню от своих друзей в онлайн-игре. Баттерс объясняет Кайлу, что тому нужно просто изменить свой бренд.                                                                                |            |                                                                   |             |                       |                 |             |                   |
| 322 | 3          | «Японские туалеты» «Japanese Toilets»                             | Трей Паркер | Трей Паркер           | 1 марта 2023    | 2603        | 0.48              |
| Рэнди Марш покупает японский туалет. Другие дети в школе начинают упрекать Стэна в том, что он слишком выпячивает то, что он из богатой семьи. Рэнди находит новый туалет очень удобным, в особенности потому, что теперь не нужно использовать туалетную бумагу. Он пропагандирует других жителей Южного Парка приобретать себя такие туалеты, пускай даже самые дешёвые. Однако Рэнди быстро остывает к этой затее, после того как получает ранение — компании-производители туалетной бумаги не позволят американцам так просто отказаться от их продукции. |            |                                                                   |             |                       |                 |             |                   |
| 323 | 4          | «Глубокое обучение» «Deep Learning»                               | Трей Паркер | Трей Паркер и ChatGPT | 8 марта 2023    | 2604        | 0.47              |
| Клайд использует ChatGPT для того, чтобы писать красивые сообщения своей девушке. Он рассказывает об этом Стэну, чтобы тот мог использовать ИИ для общения с Венди. О ChatGPT знают ещё несколько учеников, которые с его помощью пишут рефераты. Школьное правление отправляет в школу специалиста, который при помощи сокола должен найти учеников, которые жульничают при помощи чат-бота. |            |                                                                   |             |                       |                 |             |                   |
| 324 | 5          | «Хот-доги ДикинБаус» «DikinBaus Hot Dogs»                         | Трей Паркер | Трей Паркер           | 22 марта 2023   | 2605        | 0.43              |
| Баттерс устраивается на работу в кафе-мороженое. Картман внезапно решает, что тоже хочет работать, однако быстро приходит к мысли, что он должен быть не работником, а хозяином своего собственного бизнеса, тем более что сейчас они с мамой живут в заброшенной забегаловке в виде хот-дога. Эрик и Кенни занимаются оборудованием своего бизнеса, используя при этом деньги, которые зарабатывает Баттерс. |            |                                                                   |             |                       |                 |             |                   |
| 325 | 6          | «Весенние каникулы» «Spring Break»                                | Трей Паркер | Трей Паркер           | 29 марта 2023   | 2606        | 0.37              |
| На весенние каникулы мистер Гаррисон и его бойфренд Рик отправляются в Мертл-Бич, однако там живёт много сторонников Гаррисона-Президента. Гаррисон не может удержаться, чтобы не начать митинговать. Шерон и Шелли уезжают в Санта-Фе, оставляя Рэнди и Стэна одних. Стэн собирается все каникулы играть с Толкеном в настольную игру Warhammer 40,000. Рэнди считает, что во всём виновато современное либеральное общество, которое подавляет мужественность. Он закатывает большую вечеринку, чтобы показать сыну, как надо веселиться.                    |            |                                                                   |             |                       |                 |             |                   |

## Приём
В Screen Rant выразили разочарование таким коротким сезоном. В 2021 году авторы мультсериала подписали контракт с Paramount на 14 полнометражных эпизодов. Фанаты тогда радовались, так как посчитали, что «Южного Парка» теперь станет больше, но на деле это соглашение отразилось на количестве серий в самих сезонах. Второй год подряд сезон мультсериала насчитывает 6 серий.